# Třeština
Třeština (en allemand : Trittschein) est une commune du district de Šumperk, dans la région d'Olomouc, en République tchèque. Sa population s'élevait à 404 habitants en 2023.

## Géographie
Třeština se trouve à 4 km à l'ouest d'Úsov, à 12 km à l'ouest-nord-ouest de Uničov, à 21 km au nord de Šumperk, à 31 km au nord-ouest d'Olomouc et à 184 km à l'est-sud-est de Prague.
La commune est limitée par Bohuslavice et Dubicko au nord, par Police et Úsov à l'est, par Stavenice au sud et par Mohelnice à l'ouest.

## Histoire
La première mention écrite de la localité date de 1353.

## Transports
Par la route, Třeština se trouve à 14 km de Zábřeh, à 23 km de Šumperk, à 38 km d'Olomouc et à 226 km de Prague.